# 普朗然
普朗然（法語：Prangins）是瑞士联邦西部法语区的沃州下设的一个镇。在行政上属于尼永区管辖。普朗然的总面积为6.03平方公里。截至2010年底，总人口为3,880。

## 历史
境内有建于18世纪上半叶的普朗然城堡，现已成为瑞士国家博物馆的一部分，对外开放。

## 地理
普朗然位于莱芒湖的西北岸，东北隔瑟里讷河与格朗相望。